# Fruela II de León
Fruela II de León, llamado «el Leproso» (c. 874-925), fue rey de Asturias, subordinado al rey de León, entre 910 y 924 y rey de León desde 924 hasta su muerte. Era el tercer hijo de Alfonso III, rey de Asturias, y de su esposa, la reina Jimena.
Fue hermano de los reyes García I y Ordoño II y tío de los reyes Sancho Ordóñez, Alfonso IV y Ramiro II.

## Biografía
Fue el tercero de los hijos varones de Alfonso III de Asturias , y de su esposa, la reina Jimena. Su nombre aparece por primera vez en la documentación leonesa en el año 886. Las relaciones que mantuvo con su hermano mayor, el infante García, fueron siempre distantes y diferentes a las que mantuvo con su otro hermano, el infante Ordoño, según refieren diversos autores.
Por motivos desconocidos, los hijos de Alfonso III se rebelaron contra su padre en el año 909. Aunque el infante García, hermano de Fruela, fue apresado y encerrado en el castillo de Gauzón, un año después Alfonso III fue obligado a abdicar por sus hijos y a repartir su reino entre ellos. El reino de León correspondió al hijo primogénito, el infante García, el de Asturias correspondió al infante Fruela y el de Galicia al infante Ordoño, subordinados ambos hermanos menores a García. Alfonso III falleció en la ciudad de Zamora el 20 de diciembre del año 910.

### Rey de Asturias (910-924)
Durante el reinado de su hermano, García I de León, no fue mencionado en su documentación y, por su parte, cuando Fruela II ocupó el trono leonés tampoco hizo mención de su hermano García, al contrario de lo ocurrido con su otro hermano, Ordoño II. En el año 910 el rey Fruela y su primera esposa, la reina Nunilo Jimena, donaron a la catedral de San Salvador de Oviedo la caja de las Ágatas, una arqueta-relicario recubierta de oro y placas de ágata, y considerada, junto con la cruz de los Ángeles, la cruz de la Victoria y la arqueta de San Genadio, una de las cuatro obras cumbres de la orfebrería prerrománica asturiana. En el solero de la arqueta figuran los nombres de los donantes.
Su padre, el rey Alfonso III, falleció en la ciudad de Zamora el día 20 de diciembre del año 910 y dos años después, en el año 912, falleció su madre, la reina Jimena de Asturias. El rey Fruela estableció su Corte en la ciudad de Oviedo, mientras que su hermano, el rey García I de León, la estableció en la ciudad de León.
En el año 912, el rey Fruela estuvo con su hermano en la ciudad de Santiago de Compostela, donde confirmó, precediendo a los hijos de su hermano, en diversos documentos emitidos por este último. El día 24 de octubre del año 912 donó a la catedral de San Salvador de Oviedo diversos lugares e iglesias y confirmó varios de los privilegios del templo que habían sido otorgados por sus predecesores. En el año 914 falleció su hermano García I. Al haber fallecido sin descendencia, Ordoño II de León, hermano de ambos, ocupó el trono, con lo que se acentuó la sumisión del rey Fruela hacia su hermano Ordoño, que ahora gobernaba todo el territorio que rodeaba el reino de Asturias.

### Rey de León (924-925)

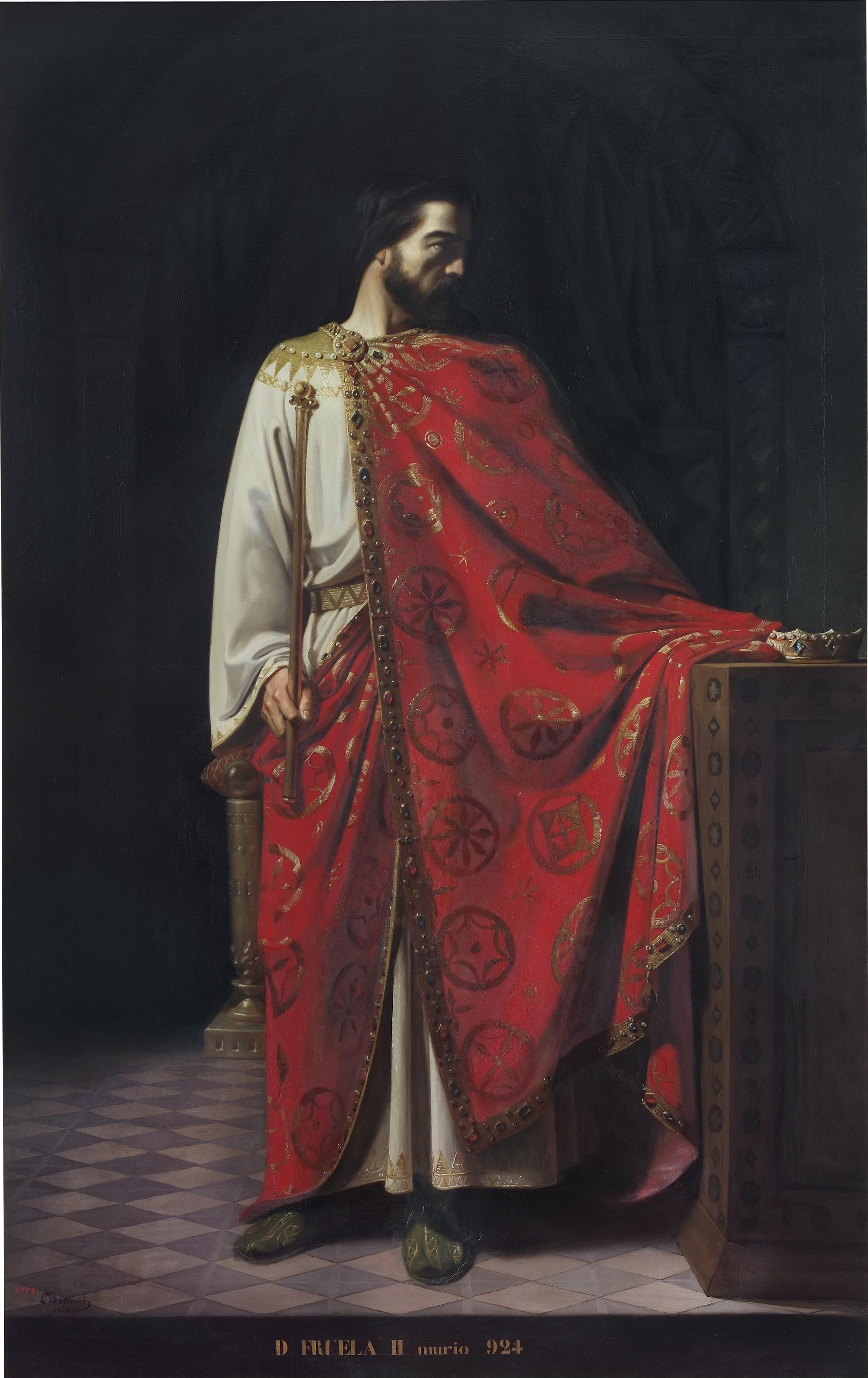
Retrato imaginario de Fruela II de León. Léon Bonnat. 1858. (Museo del Prado, Madrid).

En el año 924 falleció su hermano, el rey Ordoño II de León, y Fruela II ocupó el trono leonés, a pesar de que su hermano había dejado descendencia y había sido padre de los infantes Alfonso IV, Ramiro y Sancho, entre otros.
El reinado de Fruela II en León, que duró un año y varios meses, fue resumido del siguiente modo por el obispo Sampiro:

En el año 924, muerto Ordoño, le sucedió en el reino su hermano Fruela. Por la brevedad del mismo no alcanzó ninguna victoria ni combatió a ningún enemigo, salvo a los hijos de Olmundo, a los que, según dicen, mandó matar siendo inocentes. También se dice que por castigo divino perdió pronto el reino, pues tras la muerte de los hermanos desterró, también sin culpa, al obispo Fruminio. Y así abreviado el tiempo de su reinado vino a morir enseguida por enfermedad, habiendo ocupado el trono un año y dos meses.

Olmundo era un magnate con posesiones en la Tierra de Campos. Sus hijos Aresindo y Gebuldo, a los que Fruela II ordenó ejecutar, eran miembros de la aristocracia leonesa. Por su parte, el obispo Fruminio fue desterrado hasta el día 5 de noviembre del año 927 por haberse opuesto a la entronización de Fruela II.
En opinión del medievalista Gonzalo Martínez Diez, la ausencia de conflictos bélicos durante sus catorce años de reinado en Asturias, llevaron a Fruela II a desear una existencia pacífica, a pesar de que durante su reinado en León los musulmanes atacaron sus fronteras. En el año 924 los musulmanes lanzaron una expedición contra los navarros y llegaron a la ciudad de Pamplona. Fruela II envió ayuda al monarca Sancho Garcés I de Pamplona. Posiblemente los refuerzos enviados irían al mando de uno o varios condes castellanos.
Durante su reinado prestó una atención especial, en opinión de diversos autores, al territorio gallego y consiguió que los obispos Recaredo, Savarico, Oveco, Branderico, Hermogio y Fortis le respaldasen. El día 28 de junio del año 924 confirmó al obispo Hermenegildo como obispo de Santiago de Compostela y ratificó que la autoridad del prelado compostelano se extendiera en un territorio de doce millas a la redonda de su ciudad.
El día 15 de julio del año 925 donó al monasterio de San Andrés de Pardomino una heredad, situada en territorio de realengo, llamada Villa Donica. En la misma fecha confirmó un privilegio otorgado al mismo monasterio por su hermano, el rey Ordoño II, el día 8 de enero del año 917.

## Muerte y sepultura
El rey Fruela II falleció en el mes de agosto del año 925 probablemente como consecuencia, en opinión de diversos autores, de la lepra que padecía. La Primera Crónica General relata del siguiente modo la defunción del rey: 

Pues que el rey don Fruela ovo regnado un anno et dos meses, quanto avemos dicho suso que regnara, engafecio; ca los malos non quiere Dios que lleguen a la meatat de sos dias...Et porque este rey don Fruela fizo todo esto, que non cato a Dios, visco muy poco en el regno. Et pues que fue muerto a cabo del anno et de los dos meses, enterraronle en Leon cerca so hermano el rey don Ordonno.

Recibió sepultura en la catedral de León junto a su hermano, Ordoño II.
En el año 986 su restos y los de su primera esposa fueron trasladados por orden de Bermudo II de León, junto con los de otros monarcas leoneses, incluidos los de Ordoño II, a la ciudad de Oviedo a fin de impedir que fueran profanados por las tropas musulmanas dirigidas por Almanzor. Los restos del rey y los de su esposa fueron depositados en el panteón de reyes de la Catedral de Oviedo. Posteriormente, Alfonso V repobló la ciudad de León y trasladó a ella la mayor parte de los restos de los reyes que su padre, el rey Bermudo II, había llevado a Oviedo, aunque los restos de Fruela II y los de su primera esposa permanecieron en Oviedo, al igual que los de su padre, Alfonso III, y los de su madre, la reina Jimena de Asturias. Otros autores, sin embargo, niegan el traslado de sus restos a la ciudad de Oviedo y señalan que el rey Fruela II fue sepultado en la catedral de León junto a su hermano, el rey Ordoño II, aunque en dicha catedral se desconoce el paradero de su sepultura y de sus restos mortales.
Su fallecimiento desencadenó una guerra civil en el reino. Los leoneses eligieron rey a su sobrino Alfonso, quien poco después abdicó en su hermano Ramiro, señor de Viseo.

## Matrimonios y descendencia
Según algunos autores, contrajo un primer matrimonio, antes del año 911, con Nunilo Jimena quien sería la madre de Alfonso Froilaz. Del matrimonio del rey Fruela y Nunilo habría nacido: 
- Alfonso Froilaz,[18][11] rey de León. En 932, con sus hermanastros Ordoño y Ramiro, hijos del segundo matrimonio de su padre, y también junto con su primo Alfonso Ordóñez (quien fuera Alfonso IV de León), fue capturado y cegado por orden de su primo, el rey Ramiro II de León. De no haber existido el matrimonio con Nunila, Alfonso probablemente fue hijo de Urraca.

Fruela II casó antes de 917 con Urraca, hija de Abdallah Ibn Muhammad, valí de Tudela del linaje de los Banu Qasi, según se menciona en el Yamharat ansāb al-arab (Linajes árabes) de Ibn Hazm. Urraca, después de enviudar, pudo haber casado con Ramiro, el hermano menor de Fruela. Urraca aparece por primera vez el 8 de enero en 917 como Urraca regina acompañando a su marido en otros diplomas hasta la muerte de este en 925. De este segundo matrimonio nacieron: 
- Ramiro Froilaz y Ordoño Froilaz.[11] En el año 932 fueron capturados y cegados junto con Alfonso Ordóñez y Alfonso Froilaz por orden del rey Ramiro II de León y posteriormente encerrados en el monasterio de Ruiforco (Ruiforco de Torío) donde murieron.[22] Los restos mortales de los cuatro individuos fueron trasladados por orden de Alfonso V de León a la basílica de San Isidoro de León.[23]

También pudieron ser los padres de una Urraca que contrajo matrimonio con Aznar Purcellis a quien la infanta Elvira, hija del rey Ramiro II, llama tío.
Tuvo otros dos hijos, aunque se desconoce el nombre de la respectiva madre o madres: 
- Fortis, posiblemente el hijo menor, confirma un documento de su padre en el monasterio de Eslonza el 27 de septiembre de 924.[25]
- Eudón.[26]

| Predecesor: Alfonso III | Rey de Asturias (subordinado al Rey de León) 910-924 | Sucesor: Se convierte en rey de León |
| Predecesor: Ordoño II   | Rey de León 924-925                                  | Sucesor: Alfonso Froilaz             |